# Código de los Estados Unidos

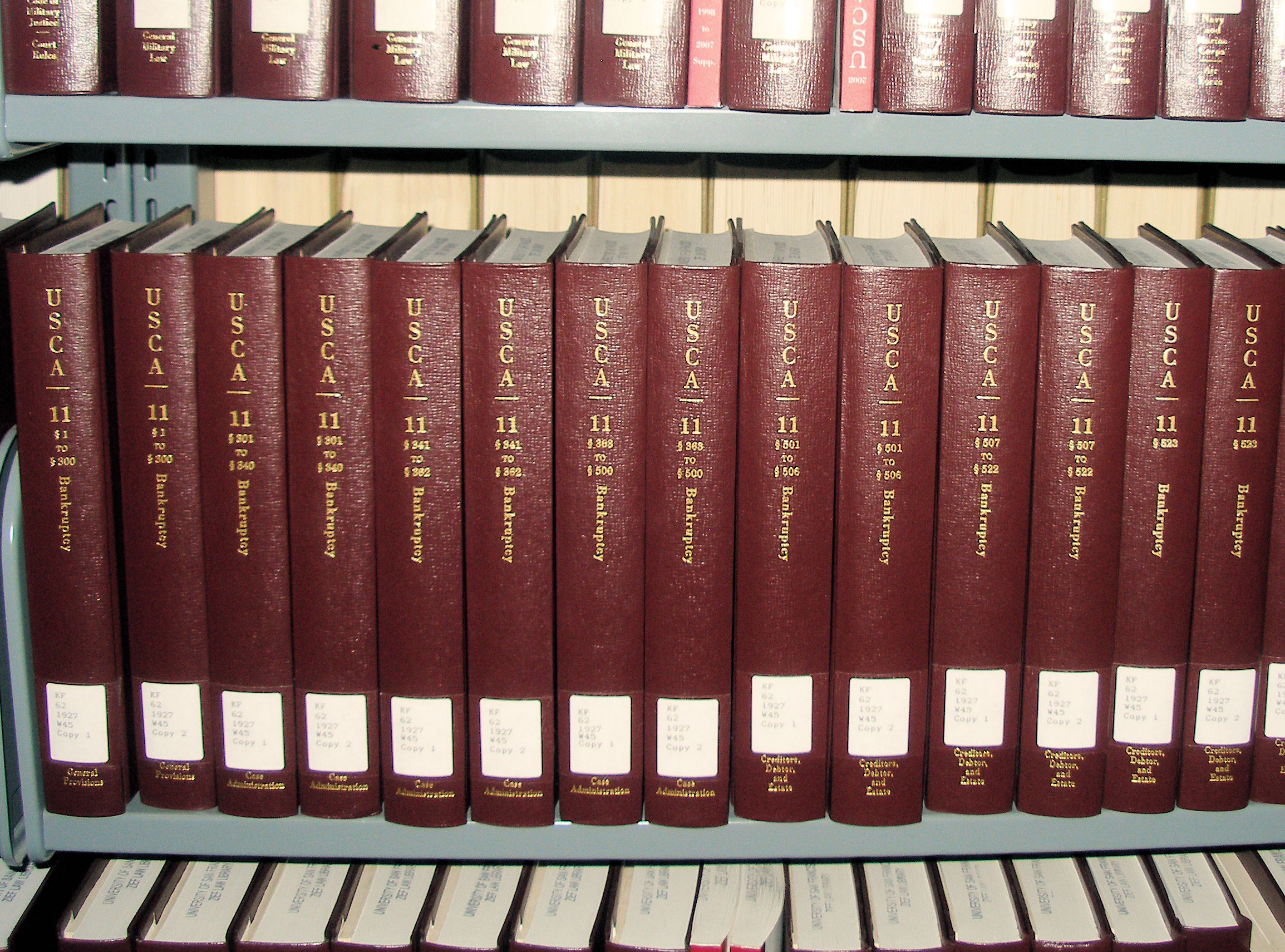
Algunos volúmenes del Título 11 (Quiebras) de una versión anotada del Código de los Estados Unidos.

El Código de los Estados Unidos de América (denominado en inglés Code of Laws of the United States, United States of American Code, U.S. Code, o U.S.C.) es una compilación y codificación de la legislación federal general de los Estados Unidos. Contiene 52 títulos (junto a 2 títulos propuestos). La edición principal es publicada cada seis años por la Oficina del Consejo de Revisión de Ley de la Cámara de Representantes y anualmente se publican suplementos acumulativos. La edición actual del código data de 2012 y cuenta con más de 200 000 páginas.

## Proceso de codificación
El texto oficial de una Ley del Congreso  es la versión final (enrolled bill) (tradicionalmente impresa en pergamino) presentada al Presidente después de pasar el Congreso para ser firmada o rechazada. Después de su promulgación, la ley original es enviada a la Oficina del Registro Federal (OFR) que forma parte de los Archivos Nacionales y Administración de Documentos (NARA). Después de su autorización por la OFR, la Oficina de Publicaciones del Gobierno distribuye copias individuales (slip laws). El archivero recopila volúmenes anuales de las leyes aprobadas y las publica como las United States Statutes at Large. Por ley, las Statutes at Large representan la «prueba legal» de las leyes aprobadas por el Congreso.
Las Statutes at Large, sin embargo, no son una herramienta adecuada para la investigación jurídica. Están organizados en estricto orden cronológico por lo que leyes que abordan temas relacionados pueden estar dispersas en varios volúmenes. Las leyes, a menudo, derogan o enmiendan leyes anteriores por lo que son necesarias múltiples referencias cruzadas para determinar qué leyes están en vigor en cada momento.
El Código de los Estados Unidos es el resultado de un esfuerzo por hacer la búsqueda de las leyes pertinentes más sencillo, reorganizándolas por temas y eliminado secciones caducas o modificadas. El Código es mantenido por la Oficina del Asesor de Revisión Legislativa (LRC) de la Cámara de Representantes de EE. UU.. El LRC determina qué leyes de 
los United States Statutes at Large deben ser codificadas y qué leyes existentes se ven afectadas por las modificaciones o derogaciones, o simplemente han expirado.

## Organización
El Código se divide en 52 títulos que se ocupan de áreas amplias y organizadas lógicamente de la legislación. Los títulos pueden opcionalmente ser divididos en subtítulos, partes, subpartes, capítulos y subcapítulos. Todos los títulos tienen secciones (representadas por un §), como sus unidades coherentes básicas, y las secciones se numeran secuencialmente a través de todo el título sin tener en cuenta las divisiones de títulos previamente mencionados. Las secciones se dividen a menudo en (de mayor a menor) incisos, párrafos, subpárrafos, capítulos, apartados, elementos y subelementos. El Congreso, por convención, nombra una subdivisión particular de una sección de acuerdo con su principal elemento.